# Marianne Stein
Marianne Stein (* 29. Juli 1888 in Wien; † nach August 1944) war eine österreichische Anatomin und Sozialmedizinerin. Sie war die erste Frau, die als Assistentin von Julius Tandler am 1. Anatomischen Institut der Universität Wien tätig war.

## Leben
Marianne Stein war die Tochter des slowakischen Kaufmanns Adolf Albert Stein und seiner Ehefrau Felicie Engelsmann. Stein absolvierte ihr Studium an der Medizinischen Fakultät der Universität Wien, wo sie 1912 promovierte. Am Allgemeinen Krankenhaus absolvierte sie ihre Ausbildung. Vom Wintersemester 1913/14 bis 1923 war Stein die erste weibliche Assistentin von Julius Tandler am 1. Anatomischen Institut der Universität Wien und die erste Frau als Assistentin an diesem Institut. Sie arbeitete zuletzt als Prosektorin. Sie hielt auch populärwissenschaftliche Vorlesungen zur Anatomie im Rahmen der Volksbildungsbewegung. Ab den späten 1920er Jahren übernahm Stein die Position des Oberstadtarztes für das Pflegewesen in den städtischen Humanitätsanstalten von Wien. Vermutlich wurde sie aus politischen Gründen im Jahr 1934 in den Ruhestand versetzt. Nach dem Tod von Tandler verfasste sie zusammen mit Harry Sicher den Nachruf für die Zeitschrift Medizinische Klinik vom 16. Oktober 1936.
Nach dem Anschluss Österreichs an Nazi-Deutschland bemühte sich Stein, die konfessionslos war, über die Aktion Gildemeester  um eine Emigration. Ihr Haus in Oberdöbling verkaufte sie 1939 unter dem Schätzwert. Doch die Flucht ins Exil gelang ihr nicht. Nach ihrer Deportation am 11. Jänner 1942 mit dem 14. Transport ins Ghetto Riga wurde sie im Jahr 1944 zusammen mit anderen überlebenden weiblichen Häftlingen in das Konzentrationslager Stutthof bei Danzig überstellt. Am 9. August desselben Jahres traf sie dort ein. Über ihren weiteren Verbleib gibt es keine bekannten Informationen.
Marianne Stein leistete als Medizinerin einen wichtigen Beitrag zur Erforschung der Endokrinologie und Histologie, insbesondere durch ihre Forschung zum Einfluss von Hormonen auf die Entwicklung der Geschlechtsmerkmale. Sie veröffentlichte auch Arbeiten zur Ausbildung und zum Berufsbild von Krankenpflegerinnen.

## Schriften
- Zwei Fälle von Perückengeweih bei Cerviden. In: Verhandlungen der Gesellschaft deutscher Naturforscher und Ärzte, 85. Versammlung zu Wien. vom 21. bis 28. September 1913, 2. Teil, 2. Hälfte, Leipzig 1914, S. 975–977.
- Anatomische Untersuchungen über zwei Fälle von Perückenbildung beim Reh. In: Archiv für Entwicklungsmechanik der Organismen, Bd. 39, 21. April 1914, H. 1, S. 163–175.
- Über einen Fall von vollkommenem Mangel des vorderen Digastricusbauches. In: Anatomischer Anzeiger. Centralblatt für die gesamte wissenschaftliche Anatomie, 7. Bd., 17. Oktober 1914, Nr. 13, S. 345–352.
- Gem. m. Edmund Herrmann: Über die Wirkung eines Hormones des Corpus luteum auf männliche und weibliche Keimdrüsen. In: Wiener klinische Wochenschrift, Jahrg. 29. 1916.
- Gem. m. E. Herrmann: Über künstliche Entwicklungshemmung männlicher sekundärer Geschlechtsmerkmale. In: Archiv für Entwicklungsmechanik der Organismen, Bd. 48, 20. August 1921, Nr. 4, S. 447–488. doi:10.1007/BF02554574
- Wiener Krankenpflegeschulen. In: Blätter für das Wohlfahrtswesen, 26. Jg., Juli – August 1927, Nr. 262, S. 97–99.
- Die Entwicklung des Pflegewesens in den Wiener Städtischen Humanitätsanstalten. In: Blätter für das Wohlfahrtswesen, 28. Jg., Jänner – Februar 1929, Nr. 271, S. 42–46.
- Krankenpflegeschulen. In: Blätter für das Wohlfahrtswesen, 29. Jg., November – Dezember 1930, Nr. 282, S. 293–297.